# Ласечники
Ласечники (пол. Łasieczniki) — село в Польщі, у гміні Болімув Скерневицького повіту Лодзинського воєводства.
Населення — 224 особи (2011).
У 1975-1998 роках село належало до Скерневицького воєводства.

## Демографія
Демографічна структура станом на 31 березня 2011 року:
|          | Загалом | Допрацездатний вік | Працездатний вік | Постпрацездатний вік |
| -------- | ------- | ------------------ | ---------------- | -------------------- |
| Чоловіки | 102     | 18                 | 72               | 12                   |
| Жінки    | 122     | 27                 | 62               | 33                   |
| Разом    | 224     | 45                 | 134              | 45                   |